# Steirische Weinkönigin
Die Steirische Weinkönigin repräsentiert den steirischen Weinbau und den Landesweinbauverband Steiermark bei Veranstaltungen, die der steirischen Weinwerbung dienen.

## Geschichte und Anforderungen
Das Amt der steirischen Weinköniginnen begann 1970 mit Ulrike Cramer, die als Ulrike I. inthronisiert wurde.
Der Zeitraum der Regentschaft einer Steirischen Weinkönigin beträgt in der Regel zwei Jahre, eine Wiederwahl ist nicht möglich. Es kann sich jedoch eine gewählte Gebietsprinzessin nach Ablauf ihrer Regentschaft der Königinwahl stellen oder eine zweite Periode als Prinzessin amtieren, sofern von dem Gebiet keine geeignete Kandidatin gestellt wird.
Voraussetzungen für die Kandidatur: Die Eltern müssen einen Weinbaubetrieb besitzen, wobei die Größe keine Rolle spielt. Die Bewerberin muss 18 bis 25 Jahre alt, ledig und kinderlos sein.
Für die Wahl ist eine Prüfung in der Weinbaufachschule Silberberg zu absolvieren. Das Prüfungskomitee setzt sich aus acht Prüfern und einem Vorsitzenden zusammen, wobei sich unter den Prüfern Lehrkräfte der Weinbaufachschule, der Weinbaudirektor, der Obmann des Weinbauverbandes und die amtierende Weinkönigin befinden.

## Bisherige Weinköniginnen
| Jahr      | Name                               | Ort                           |
| --------- | ---------------------------------- | ----------------------------- |
| 1970–1972 | Mag. Ulrike Cramer (verh. Roth)    | Kitzeck im Sausal             |
| 1972–1974 | Irmgard Skoff (verh. Dreisiebner)  |                               |
| 1974–1976 | Hermine Narat (verh. Viski Hanak)  |                               |
| 1976–1978 | Anna-Maria Schliefsteiner          |                               |
| 1978–1980 | Johanna Malli                      |                               |
| 1980–1982 | Christine Hörzer                   |                               |
| 1982–1984 | Karin Ulz (verh. Reiterer)         | Stainz                        |
| 1984–1986 | Manuela Lindner                    |                               |
| 1986–1988 | Rosalinde Potzinger (verh. Jöbstl) |                               |
| 1988–1990 | Claudia Pronegg                    |                               |
| 1990–1992 | Maria Adma                         |                               |
| 1992–1994 | Helene Lazarus (verh. Reinbacher)  | St. Stefan ob Stainz          |
| 1994–1996 | Beatrix Petrowitsch                | Glanz an der Weinstraße       |
| 1996–1998 | Barbara Petrowitsch                | Glanz an der Weinstraße       |
| 1998–2000 | Daniela Scharl                     | St. Anna am Aigen             |
| 2000–2002 | Brigitte Oswald                    | Ratsch an der Weinstraße      |
| 2002–2004 | Vera Sammt                         | Klöch                         |
| 2004–2007 | Regina Elsnegg                     | Gamlitz                       |
| 2007–2009 | Sigrid Platzer                     | Tieschen                      |
| 2009–2011 | Helena Ulrike Schmidt              | St. Ulrich im Greith          |
| 2011–2013 | Cornelia Gamser                    | Glanz an der Weinstraße       |
| 2013–2015 | Anne Grießbacher                   | St. Anna am Aigen             |
| 2015–2017 | Johanna Resch                      | Wildbach bei Deutschlandsberg |
| 2017–2019 | Katja Silberschneider              | Leutschach an der Weinstraße  |
| 2019–2021 | Katrin Dokter                      | Ligist                        |